# Lenny Cooke
Lenny Cooke è un film documentario del 2013 diretto da Josh e Benny Safdie, sulla vita e la mai concretizzatasi carriera di una giovane promessa della pallacanestro americana.

## Trama
Nell'estate del 2001, il diciannovenne afroamericano Lenny Cooke è tra i più ambiti cestisti delle high school statunitensi, superando nelle classifiche degli scrutatori anche i giovani LeBron James e Carmelo Anthony. Convinto di stare per firmare con una squadra della NBA, una volta terminati gli studi superiori Cooke decide di aggirare il college e rendersi idoneo per l'annuale draft NBA, perdendo così la possibilità di giocare nei campionati del college. Alla draft del 2002 tuttavia, tutte le 29 squadre partecipanti finiscono per scartarlo, condannandolo a un'effimera carriera in campionati stranieri e minori, presto stroncata da due infortuni.
Dieci anni e cinquanta chili più tardi, Cooke si ritrova a festeggiare il suo trentesimo compleanno e ripensare alla propria vita, mentre cerca di ristabilire i contatti con gli ex-compagni di gioventù.
(Josh e Benny Safdie.)

## Produzione
Nel 2001, il documentarista Adam Shopkorn ha iniziato a seguire Cooke con l'aiuto di diversi direttori della fotografia, come parte di un documentario sui giocatori di pallacanestro delle superiori divenuti giocatori dell'NBA. Successivamente, ha finito per perdere di vista Cooke. Nel 2010, dopo aver conosciuto Josh e Benny Safdie in occasione di una proiezione del loro Daddy Longlegs, Shopkorn ha chiesto ai due di dare un'occhiata al girato. I Safdie si sono interessati al progetto e hanno iniziato a girare del nuovo materiale con Cooke per quasi tre anni. Josh è stato il direttore della fotografia, mentre Benny si è occupato del montaggio. Per il film, i Safdie si sono ispirati al documentario Hoop Dreams, nonché ad Albert e David Maysles, Frederick Wiseman, Ross McElwee e Shirley Clarke.
In un'intervista del 2013 a Complex, Cooke ha dichiarato che gli «è piaciuto girare il film». Ha poi aggiunto: «ci sono stati dei punti positivi, ci sono stati dei punti negativi, ma così è la vita e spero solo che la prossima generazione di studenti/atleti faccia più attenzione».

## Promozione
Il primo trailer del film è stato diffuso online il 3 maggio 2013.

## Distribuzione
Il film è stato presentato in anteprima al Tribeca Film Festival il 18 aprile 2013. Ha avuto una distribuzione limitata nelle sale cinematografiche statunitensi da parte di Under the Milky Way a partire dal 6 dicembre 2013.
In Italia, è stato presentato in anteprima alle Giornate degli Autori della 70ª Mostra internazionale d'arte cinematografica di Venezia il 3 settembre 2013.

## Accoglienza
Sull'aggregatore di recensioni online Rotten Tomatoes, il film detiene una percentuale di gradimento da parte della critica dell'82%, basata su 22 recensioni, con una media del 7,2. Su Metacritic, il film ha una media ponderata di 70 su 100, basata su 14 recensioni da parte della critica, ad indicare «giudizi tendenzialmente favorevoli».
Odie Henderson di RogerEbert.com ha assegnato al film un punteggio di 3 stelline su 4, scrivendo che «fino all'ultima parte, i Safdie fanno un ottimo lavoro nel selezionare e montare i filmati d'archivio che raccontino la loro storia in modo intelligente e appassionato». Secondo Scott Foundas di Variety: «nonostante un retroscena produttivo discontinuo, i Safdie hanno creato un prodotto finito senza soluzione di continuità, anche quando questo passa dal rozzo video analogico delle prime scene alla più fine alta definizione di quelle successive». Eric Kohn di IndieWire ha assegnato al film un voto pari ad A-, scrivendo che «nonostante la natura singolare del progetto, Cooke si adatta perfettamente alla scuderia di personaggi che popolano il lavoro dei due registi». Ignatij Višneveckij di The A.V. Club gli assegna invece una B+, scrivendo che Lenny Cooke «condivide con le loro [dei Safdie] opere di finzione una sensibilità visiva sfilacciata, una visione del mondo dolceamara e un approccio sobrio, momento per momento al dramma».

## Riconoscimenti
- 2014 - Black Reel Awards[16]
  - Candidatura per il miglior documentario indipendente